# Соціал-демократія

Логотип Arbeiderpartiet, норвезької Партії праці

Соціа́л-демокра́тія — соціальна політика та ідейно-політична течія, що виникла в рамках соціалізму і згодом трансформувалася на позиції поступового вдосконалення капіталізму з метою утвердження соціальної справедливості, солідарності і більшої свободи.

## Значення терміна
До Першої світової війни «соціал-демократами» називали всіх послідовників лівої ідеології поза анархізму — як марксистів, так і послідовників Ф. Лассаля та інших різновидів реформістського соціалізму. Таким чином, ця категорія об'єднувала і радикальних революціонерів — В. І. Леніна і Р. Люксембург, і помірних еволюціоністів типу Е. Бернштейна, і ортодоксальний «центр» типу К. Каутського.
Ідеологія сучасної соціал-демократії знаходиться трохи лівіше соціал-лібералізму і трохи правіше демократичного соціалізму. На відміну від демосоціалістів, соціал-демократи не наполягають на необхідності примусової націоналізації засобів виробництва. На відміну від соціал-лібералів — вважають, що в основі суспільного устрою, все-таки повинна превалювати соціалістична, а не капіталістична орієнтація.

## Витоки соціал-демократії та розвиток ідеології
Сучасна соціальна демократія походить з епохи ранньої промислової революції, коли сформувалась концепція утопічного соціалізму. Соціальна демократія складалася під впливом ідеології Французької революції 1789 та ідей соціалістів К. А. Сен-Симона, Ш. Фур'є, Р. Оуена.
Надалі істотний вплив на соціал-демократію (крім англосаксонських країн) надав марксизм, від якого вона прийняла ідеї пролетарської революції та диктатури пролетаріату, загальної рівності і т. д. В англосаксонських країнах на ідеологію лейбористських партій вплинуло фабіанство.
Наприкінці XIX — початку XX століття під впливом успіхів робітничого руху в індустріально розвинених країнах Заходу соціал-демократія поступово відійшла від марксизму і зосередилася на еволюційному вдосконаленні сформованого порядку. Збереження в програмах соціал-демократичних партій революційних гасел і вимоги встановлення соціалізму поєднувалося з прагматичною політичною практикою. Після Жовтневої революції в Росії соціал-демократія, що проголосила своєю метою побудову «демократичного соціалізму», і комунізм виявилися супротивниками.
«Правий ухил в комунізмі означає тенденцію до відходу від революційної лінії марксизму в бік соціал-демократії», — говорив Й. В. Сталін в 1928 році: «Перемога правого ухилу в компартіях капіталістичних країн означала б ідейний розгром компартій і величезне посилення соціал-демократії».

## Цінності і цілі сучасної соціал-демократії
В цілому, соціал-демократи підтримують принципи справедливості, свободи, рівності і братерства.
- Захист прав людини.
- Принцип рівних прав та можливостей (а не лише рівних можливостей, як у консерватизмі).
- Політичний та ідеологічний плюралізм.
- Соціально орієнтовану ринкову економіку на противагу абсолютизації вільного ринку.
- Обмежене державне регулювання економіки.
- Створення ефективних регулятивних механізмів у підприємництві в інтересах робітників та дрібного підприємництва.
- Принцип справедливої торгівлі.
- Рівноправність та захист усіх форм власності.
- Створення потужного державного сектора в економіці, що конкурує на рівних з приватним.
- Націоналізація стратегічно важливих підприємств, особливо у військовій, аерокосмічній, металургійній, нафтопереробній промисловості та енергетиці.
- Соціальне партнерство між трудящими та роботодавцями.
- Співпраця з профспілками.
- Скорочення розриву між багатими та бідними.
- Підтримку незаможних верств населення.
- Створення «держави загального добробуту».
- Систему захисту економічних прав робітників, що передбачає:
  - Обмеження робочого тижня (до 35-40 годин).
  - Поліпшення умов праці робітників.
  - Підвищення мінімальної зарплати.
  - Захист від невиправданого звільнення.
- Ефективну систему соціального забезпечення, що передбачає:
  - Загальна безкоштовна освіта, рівний доступ до якого має все населення країни.
  - Державну систему загальної безкоштовної охорони здоров'я для всіх громадян країни.
  - Державну допомогу у формі пенсій та допомог по інвалідності та безробіття.
  - Державну допомогу для догляду за дітьми.
- Середній або високий рівень оподаткування, необхідний для фінансування державних витрат.
- Введення нових законів з охорони природи та навколишнього середовища (хоча і не настільки радикальних, як проєкти «Зелених»).
- Зняття обмежень з імміграції та мирне співіснування культур та цивілізацій.
- Секуляризація та відкрита прогресивна соціальна політика.
- Зовнішня політика, що відповідає принципам мультилатералізму та участь в міжнародних організаціях типу ООН.
- Демілітаризація, скорочення військових арсеналів та неучасть в агресивних військових блоках.
- Захист інтересів трудящих — робітників, селян, фермерів, інтелігенції та середнього класу.

## Соціал-демократи при владі
Якщо на початку століття входження представника французьких соціалістів Олександра Мілєрана в буржуазний уряд було розглянуто як зрада («казус Мілєрана»), то після Першої світової війни соціал-демократичні уряди стали регулярно з'являтися при владі в рамках двопартійної системи демократичних країн.
Хоча в роки «Великої депресії» в ряді країн соціал-демократичні партії змушені були піти в опозицію (у Великій Британії), а в Німеччині та Австрії в підпілля, соціал-демократія збереглася, а у Швеції навіть змогла зміцнити свої позиції за допомогою державного регулювання економіки. Шведський уряд Ганссона зміг стабілізувати ситуацію за два роки, і після цього відносна більшість шведських виборців голосує за Соціал-демократичну партію Швеції практично на всіх виборах. Лише після виборів в риксдаг 1976 року шведські соціал-демократи втратили владу вперше з 1936 року. Помірна політика шведських соціал-демократів (т. зв. шведський соціалізм) передбачає зростання соціальних видатків без одержавлення економіки — всі широко відомі компанії Швеції (ABB, Volvo, Saab, Electrolux, IKEA, Nordea та ін.) ніколи не були націоналізовані. 
Після Другої світової війни прискорився процес розставання соціал-демократичних партій з елементами марксистської ідеології, важливим етапом цього процесу стало прийняття Годесберзької програми соціал-демократами ФРН. Найбільшими ідеологами післявоєнної прагматичної соціал-демократії стали Віллі Брандт, Бруно Крайский, Улоф Пальме. Міжнародною організацією, яка об'єднує соціал-демократичні партії, є Соціалістичний інтернаціонал, створений у 1951 році у Франкфурті-на-Майні як правонаступник II Інтернаціоналу і Соціалістичного робітничого інтернаціоналу.
Соціал-демократичні партії брали і продовжують брати участь в урядах Швеції, Фінляндії, ФРН і об'єднаної Німеччини, Франції, Великої Британії, Іспанії, Португалії, Австрії, Бельгії, Нідерландів, Норвегії та деяких інших країнах, наприклад, посткомуністичних Угорщині, Польщі, Болгарії. Ці партії спираються на профспілки, насамперед об'єднані в Міжнародній конфедерації профспілок (раніше Міжнародна конфедерація вільних профспілок), в економіці виступають за створення «держави загального добробуту» на основі змішаної економіки, регульованої за рецептами кейнсіанської теорії. Підвищення пенсій і соціальних виплат — саме їх заслуга. Зворотною стороною цієї політики є високі податки, але чергування лівих і правих урядів у демократичних країнах дозволяє знаходити бажаний для виборців баланс між соціальними витратами і податками.
Тенденції до соціал-демократії можна було побачити в політиці ряду країн соціалістичного табору (Югославії, Угорщини і Чехословаччини).

## Соціал-демократія у країнах третього світу
Соціалізм був дуже популярний в деяких країнах Латинської Америки, Азії і Африки. Для індійського лідера Джавахарлала Неру, як і для багатьох інших борців за незалежність в цих регіонах, соціалізм був привабливий як альтернатива капіталістичної та комуністичної систем. А життєвий шлях латиноамериканського революціонера — супротивника соціал-демократії Че Гевари — став прикладом для ліворадикальної молоді в усьому світі. Після Другої світової війни соціалістичні партії прийшли до влади в різних частинах світу, і значна частина приватної промисловості була націоналізована.
В Азії та Африці, де трудящі — селяни, а не промислові робітники, соціалістичні програми робили акцент на земельній реформі та інших аграрних перетвореннях. У цих народів до недавнього часу було також урядове планування для швидкого економічного розвитку. Африканський соціалізм включав і відновлення передколоніальних цінностей і установ, у той час як модернізація проводилася крізь централізований апарат однопартійної держави, тому не може бути названо соціал-демократичним.

## Критика
Критика соціал-демократичної ідеології являє собою традиційну критику обох базових положень — соціалізму і демократії. Причому критика йде з обох сторін — як справа, так і зліва.
З моменту появи перших соціалістичних партій вони стали мішенню для звинувачень у неефективності соціалізму як економічної доктрини. Надалі ця ідея була розвинута у працях Ротбарда, Мізеса, Гаєка і безлічі інших економістів.
З іншого боку, з моменту поділу Російської соціал-демократичної робітничої партії на більшовиків і меншовиків, перші звинувачували других в опортунізмі, за відмову від класової боротьби, за подання «надкласовості» держави та демократії, за розуміння соціалізму як морально-етичної категорії.

## Ревізія поглядів
Недавній крах східноєвропейських соціалістичних держав навів соціалістів у всьому світі до перегляду частини їх доктрин, включаючи централізоване планування і націоналізацію промисловості.
Політика деяких соціал-демократичних лідерів, наприклад: «третій шлях» Тоні Блера або Герхарда Шредера, подібно лібералізму робить опору на «середній клас» - це піддавалось гострій критиці лівого крила їх партій, оскільки вони підтримують інтереси скоріше не трудящих, а середньої буржуазії.
Незважаючи на певну втрату політичного впливу і кризу в соціал-демократичному русі, ідеї демократичного соціалізму продовжують бути вельми популярними. Багато соціалістів закликають вважати соціал-демократію тією ідеологією, якої необхідно дотримуватися як моральної установки, навіть якщо її неможливо повністю реалізувати на практиці.

## Цікаві факти
- У Російській імперії соціал-демократією називали і соціалізм, і комунізм, але не те, що малося і мається на увазі у Західній Європі (справжня соціал-демократія). Так, існувала Російська Соціал-демократична робітнича партія, яка розкололася на більшовиків (підтримували диктатуру) і меншовиків (підтримували демократію, були ближчими до соціал-демократії). При цьому більшовики називали себе соціал-демократами, але під терміном "демократія" мали на увазі лише надання людям рівних прав, але не допущення їх до політичного життя суспільства. Справжніми ж соціал-демократами були деякі фракції Білого і Зеленого руху, а також більшість українських партій.